# Sự mở rộng lãnh thổ của Hoa Kỳ

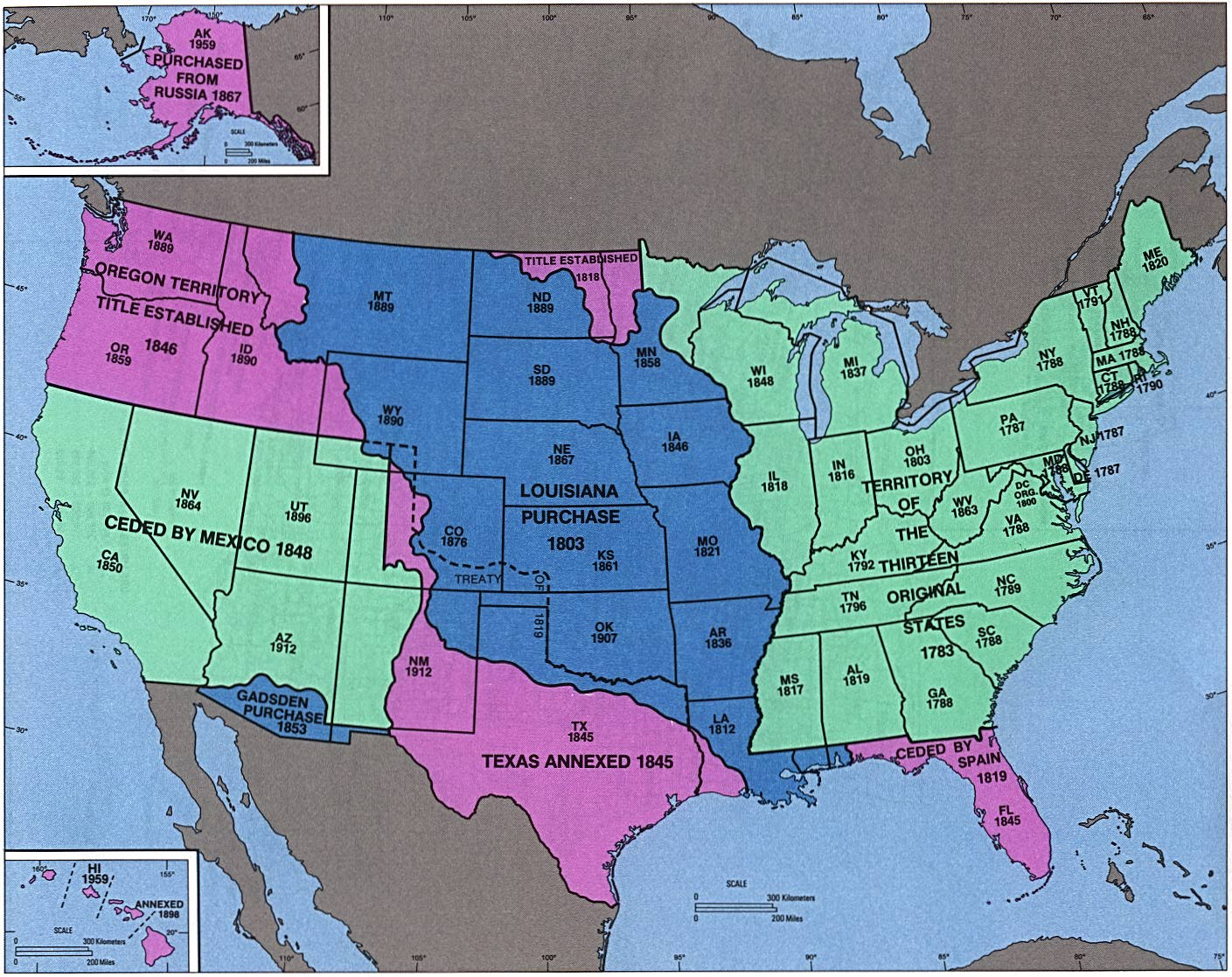
Bản đồ của Cục Điều tra Dân số Hoa Kỳ mô tả sự mở rộng lãnh thổ của Hoa Kỳ và thời điểm gia nhập liên bang của các tiểu bang. Bản đồ có thể được tạo vào thập niên 1970

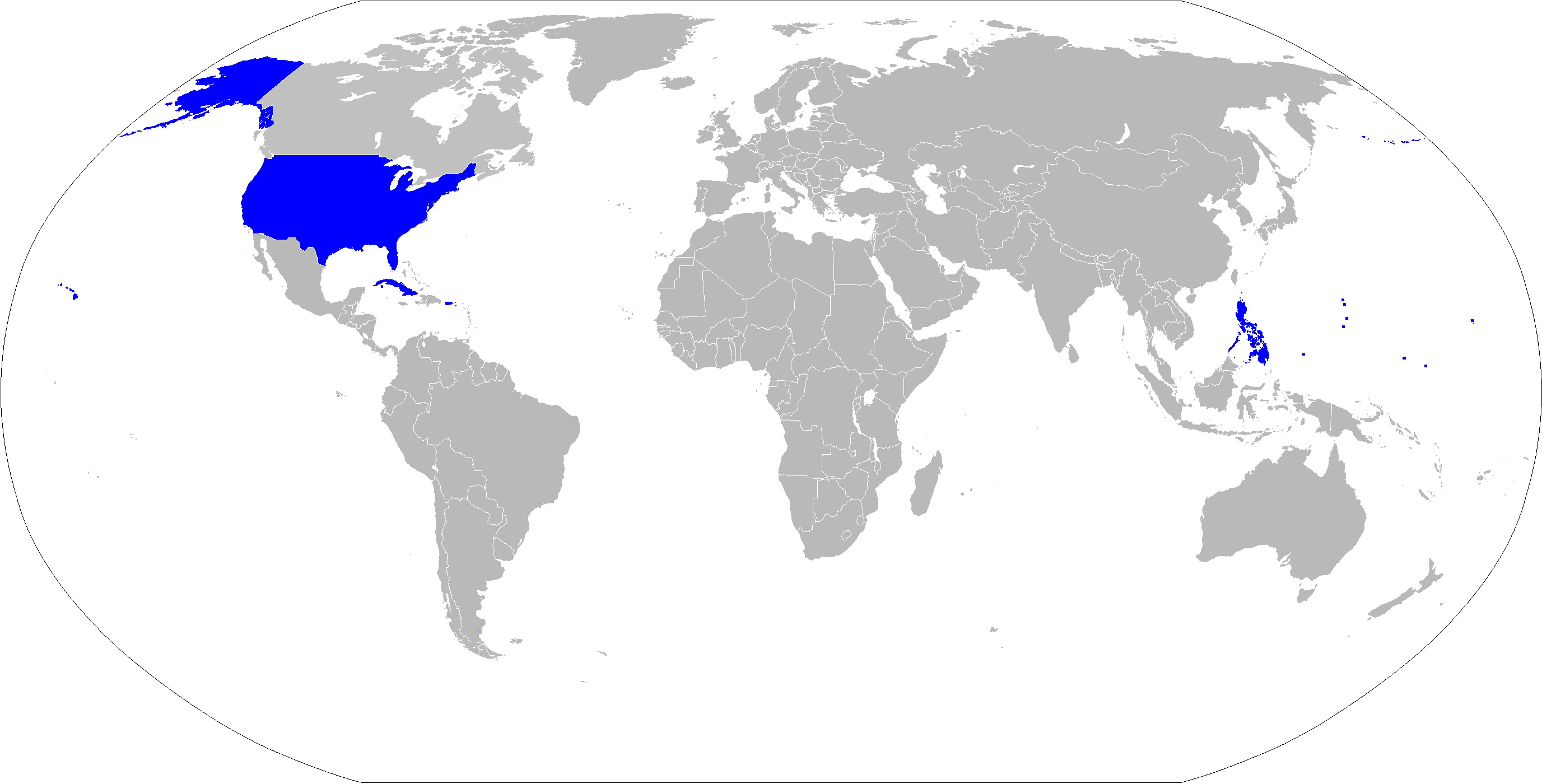
Bản đồ Hoa Kỳ lúc mở rộng nhất

Đây là danh sách các lần mở rộng lãnh thổ Hoa Kỳ, bắt đầu khi Hoa Kỳ giành được độc lập. Chú ý là danh sách này chính yếu chỉ nói về các vùng đất mà Hoa Kỳ thu được từ các quốc gia dân tộc. Các vùng lãnh thổ thu được từ người bản địa Mỹ không được liệt kê ở đây.

## 1783–1853

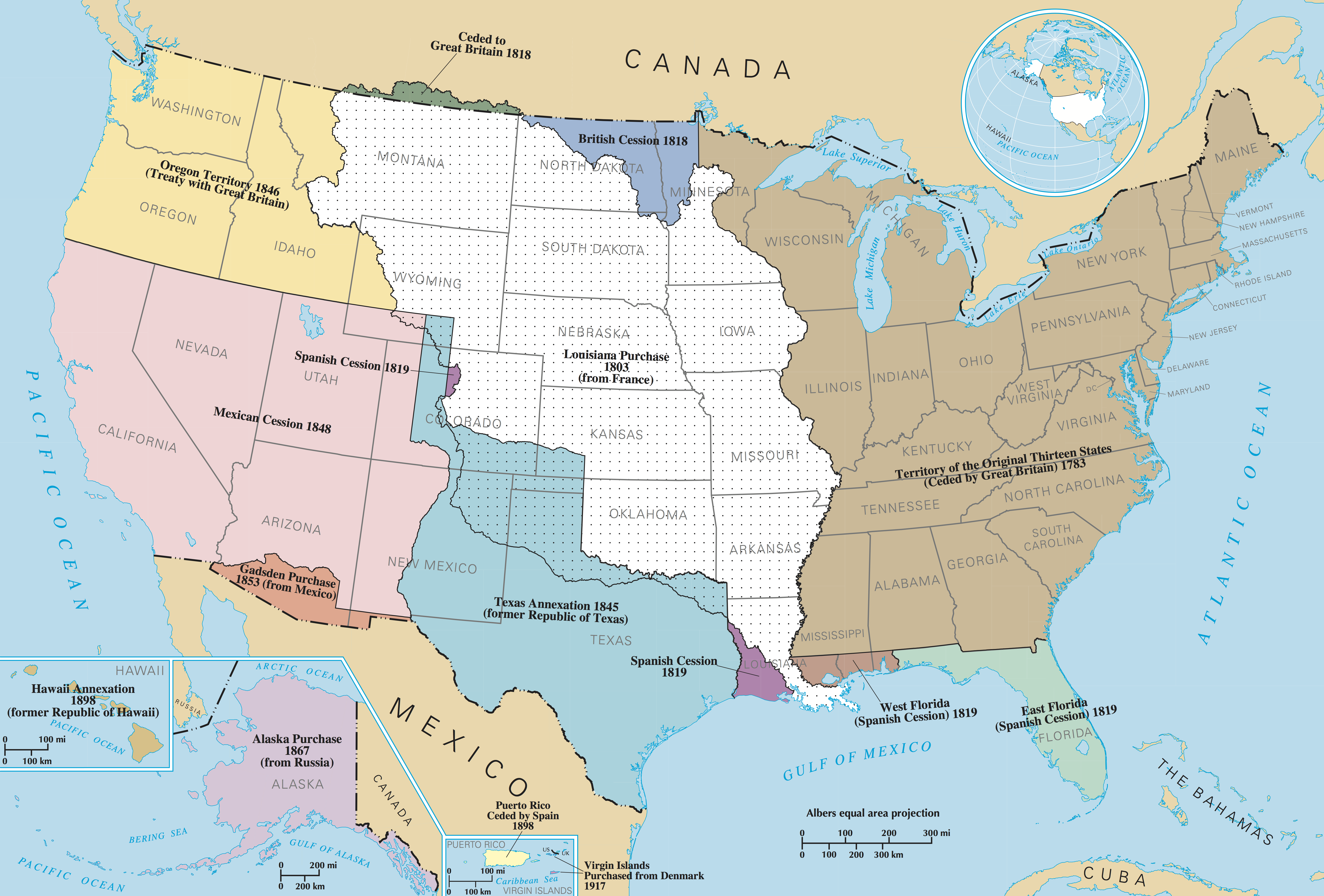
Bản đồ thuộc National Atlas (khoảng năm 2005) mô tả các lần mở rộng lãnh thổ của Hoa Kỳ.

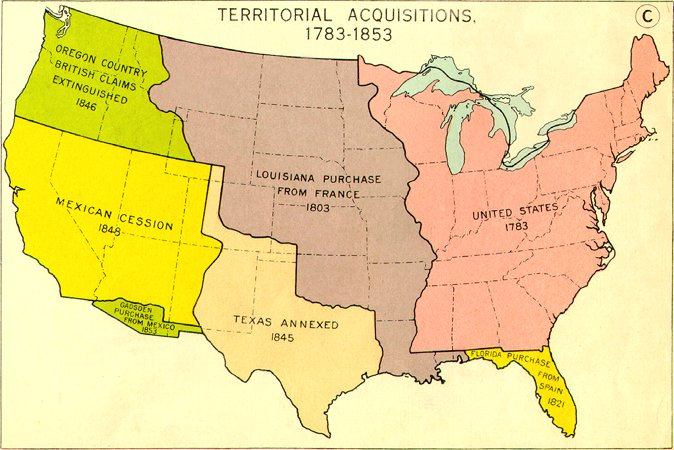
Một bản đồ chính phủ, có lẽ được tạo ra vào giữa thế kỷ 20, mô tả lịch sử ngắn gọn về sự mở rộng lãnh thổ bên trong phạm vi Hoa Kỳ Lục địa

Hiệp ước Paris (1783) với Vương quốc Anh đã định hình ra biên giới ban đầu của Hoa Kỳ. Có một số điểm mơ hồ không rõ ràng trong hiệp ước này có liên quan đến biên giới chính xác với Canada vì thế dẫn đến các vụ tranh chấp và được giải quyết bởi Hiệp ước Webster-Ashburton năm 1842.

### Louisiana
Vùng đất mua Louisiana được thương lượng với Napoleon vào năm 1803 trong thời tổng thống Thomas Jefferson. Lãnh thổ này được mua từ Pháp với giá $15 triệu đô la Mỹ (tương đương với $293 triệu vào thời điểm ngày nay). Một phần nhỏ của vùng đất này bị nhượng lại cho Vương quốc Anh 1818 để đổi lấy vùng lòng chảo sông Red. Phần nhiều hơn thế được nhượng lại cho Tây Ban Nha vào năm 1819 để đổi lấy vùng đất Florida nhưng sau này bị Hoa Kỳ lấy lại sau khi sáp nhập Texas và thu được Nhượng địa Mexico.

### Tây Florida
Tây Florida bị Hoa Kỳ tuyên bố chủ quyền vào năm 1810 dưới thời tổng thống James Madison. Lúc đó Lục quân Hoa Kỳ chiếm giữ quốc gia mới này 90 ngày sau khi nó tuyên bố độc lập khỏi Tây Ban Nha.

### Sông Red
Những phần đất của vùng Rupert's Land và Thuộc địa Sông Red nằm ở phía nam vĩ tuyến 49 độ trong lòng chảo Sông Red (miền Bắc Hoa Kỳ) được thu nhận năm 1818 từ tay Vương quốc Anh theo Hiệp ước 1818.

### Đông Florida
Hiệp ước Adams-Onís năm 1819 với Tây Ban Nha đưa đến việc Tây Ban Nha nhượng lại Đông Florida và Quốc gia Tự do Sabine. Tây Ban Nha cũng từ bỏ tuyên bố chủ quyền đối Xứ Oregon theo hiệp ước này. Điều khoản III của hiệp ước, khi thị sát đúng mức, thì thấy rằng Hoa Kỳ cũng giành được một phần đất nhỏ thuộc vùng trung Colorado.

### Dọc biên giới với Canada
Hiệp ước Webster-Ashburton với Anh năm 1842 đưa đến việc phân chia lãnh thổ tranh chấp tại tiểu bang Maine và tỉnh bang New Brunswick và kết thúc phân định biên giới với Canada, bao gồm lãnh thổ tranh chấp Cộng hòa Indian Stream. Năm 1850 Anh nhượng cho HOa Kỳ ít hơn một mẫu Anh dãy đá ngầm (Đá Horseshoe) trong Hồ Erie gần thành phố Buffalo để làm hải đăng.

### Texas
Sự kiện Texas bị sáp nhập vào Hoa Kỳ năm 1845: Cộng hòa Texas độc lập từ lâu đã tìm cách gia nhập liên bang Hoa Kỳ mặc cho México tuyên bố chủ quyền. Nhà lãnh đạo Mexico Antonio López de Santa Anna cảnh cáo rằng việc gia nhập vào liên bang Hoa Kỳ "là đồng nghĩa với việc tuyên chiến chống Cộng hòa Mexico". Quốc hội Hoa Kỳ chấp thuận việc sáp nhập Texas vào ngày 28 tháng 2 năm 1845. Ngày 29 tháng 12 năm 1845, Texas trở thành tiểu bang thứ 28 của Hoa Kỳ. Texas trước đó đã tuyên bố chủ quyền đối với New Mexico nằm ở phía đông Rio Grande nhưng chỉ tiến hành một lần chiếm đóng không thành công. New Mexico bị Lục quân Hoa Kỳ chiếm được vào tháng 8 năm 1846 và rồi sau đó quản lý nó riêng biệt khỏi tiểu bang Texas. Mexico nhìn nhận mất lãnh thổ này trong Hiệp ước Guadalupe Hidalgo năm 1848.

### Oregon
Xứ Oregon, một khu vực thuộc Bắc Mỹ nằm về phía tây Rặng Thạch Sơn kéo dài ra tận Thái Bình Dương, từng do Hoa Kỳ và Vương quốc Anh cùng kiểm soát theo sau Công ước Mỹ-Anh 1818 cho đến ngày 15 tháng 6 năm 1846 khi Hiệp ước Oregon phân chia lãnh thổ này tại vĩ tuyến 49 (Xem tranh chấp ranh giới Oregon). Quần đảo San Juan cùng bị Anh và Hoa Kỳ tuyên bố chủ quyền và cùng bị hai quốc gia chiếm đóng từ 1846–72 vì có sự mơ hồ không rõ ràng trong hiệp ước. Sau cùng Hoa Kỳ được sỏ hữu một mình Quần đảo San Juan từ năm 1872.

### Nhượng địa Mexico
Vùng đất thuộc Nhượng địa Mexico bị Hoa Kỳ chiếm được trong cuộc Chiến tranh Mỹ-Mexico năm 1846–48 và được Mexico nhượng lại cho Hoa Kỳ theo Hiệp ước Guadalupe Hidalgo. Theo hiệp ước này, Mexico đồng ý biên giới Mexico – Hoa Kỳ như ngày nay trừ Cấu địa Gadsden. Hoa Kỳ trả $15 triệu đô la Mỹ (tương đương với $471 triệu theo tỷ giá ngày nay) và đồng ý trả tiền bồi thường cho các công dân Mỹ có tranh chấp với Mexico. Số tiền bồi thường này lên đến trên $3 triệu đô la Mỹ (tương đương với $94 triệu ngày nay).

### Cấu địa Gadsden
Cấu địa Gadsden năm 1853, là một dải đất mà Hoa Kỳ mua, nằm dọc theo biên giới Hoa Kỳ - Mexico với giá là $10 triệu đô la (tương đương với $352 triệu theo tỷ giá hiện thời), hiện tại nằm trong tiểu bang New Mexico và Arizona. Lãnh thổ này ban đầu được dự định dùng cho đường xe lửa xuyên lục địa ở phía nam Hoa Kỳ.

## Từ năm 1853

### Alaska
Cấu địa Alaska được mua với giá $7,2 triệu đô la Mỹ từ Đế quốc Nga (2 xu mỗi mẫu Anh) vào ngày 30 tháng 3 năm 1867 (tương đương với $151 triệu so với tỷ giá ngày nay). Ban đầu cấu địa (vùng đất mua) này được xem là trạm tiếp liệu trọng yếu cho các tàu thuyền giao thương với châu Á. Vùng đất này trải qua một số lần thay đổi hình thức hành chánh trước khi trở thành lãnh thổ có tổ chức vào ngày 11 tháng 5 năm 1912, và sau cùng là tiểu bang thứ 49 của Hoa Kỳ vào ngày 3 tháng 1 năm 1959.

### Hawaii
Vương quốc Hawaii có liên hệ gần gũi với Hoa Kỳ qua việc giao thương và công tác truyền giáo vào thập niên 1880. Năm 1893, các nhà lãnh đạo thương mại lật đổ nữ hoàng của Hawaii và tìm cách sáp nhập lãnh thổ này vào Hoa Kỳ. Tổng thống Grover Cleveland mạnh mẽ bác bỏ ý tưởng này vì thế Hawaii tự thành lập nền cộng hòa độc lập. Các đảng viên Dân chủ ở miền Nam Hoa Kỳ trong Quốc hội Hoa Kỳ chống đối kịch liệt việc sáp nhập thêm các vùng đất không phải thuộc người da trắng. Tổng thống William McKinley, một đảng viên Cộng hòa, thắng một nghị quyết của quốc hội vào năm 1898 với kết quả là cộng hòa nhỏ bé này gia nhập Hoa Kỳ. Tất cả công dân của cộng hòa này trở thành công dân toàn diện của Hoa Kỳ. Một yếu tố thu nhận lãnh thổ này là nhu cầu xây dựng các căn cứ hải quân tiền tuyến để ngăn cản những tham vọng của Nhật Bản. Quần đảo Hawaii chính thức trở thành một lãnh thổ của Hoa Kỳ vào năm 1900. Sau khi 94% cử tri chấp thuận Đạo luật Thu nhận Hawaii ngày 21 tháng 8 năm 1959, Lãnh thổ Hawaii trở thành tiểu bang thứ 50 của Hoa Kỳ.
Cùng với Hawaii là Đảo Palmyra, trước đó từng bị Hoa Kỳ sáp nhập vào năm 1859 nhưng sau đó từ bỏ tuyên bố chủ quyền. Hawaii tuyên bố chủ quyền đối với đảo này vào năm 1862.

### Các thuộc địa của Tây Ban Nha

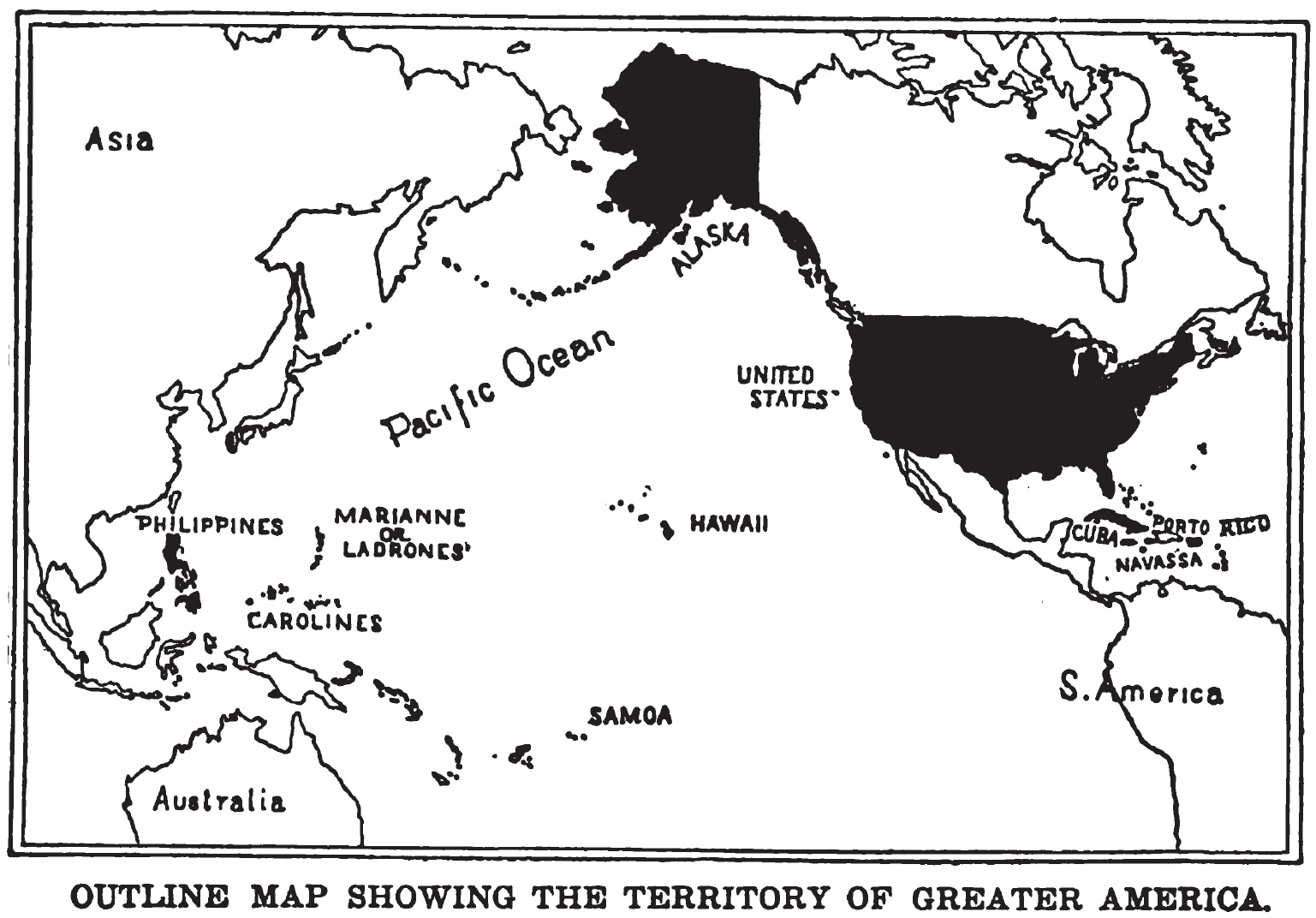
Bản đồ "Greater America" (Đại Mỹ quốc) thời hậu Chiến tranh Tây Ban Nha - Mỹ.

Puerto Rico, Guam, và Philippines (Hoa Kỳ bồi thường cho Tây Ban Nha $20 triệu đô la, tương đương với $704 triệu theo tỷ giá hiện nay) được Tây Ban Nha nhượng lại cho Hoa Kỳ sau Chiến tranh Tây Ban Nha-Mỹ theo Hiệp định Paris 1898. Tây Ban Nha từ bỏ tất cả chủ quyền đối với Cuba nhưng không nhượng lại cho Hoa Kỳ vì thế Cuba trở thành quốc gia bảo hộ. Tất cả bốn lãnh thổ này được điều hành dưới chính quyền quân sự Hoa Kỳ trong những giai đoạn kéo dài. Cuba trở thành quốc gia độc lập vào năm 1902, và Philippines được độc lập vào năm 1946.
Thời kỳ này cũng xảy ra các vụ biểu tình rãi rác chống lại chủ nghĩa đế quốc Mỹ. Ghi nhận rằng một số người Mỹ như Mark Twain lên tiếng mạnh mẽ chống lại các cuộc phiêu lưu quân sự này của Hoa Kỳ. Những người chống đối chiến tranh trong đó có Twain và Andrew Carnegie tự đứng ra tổ chức thành Liên đoàn chống Chủ nghĩa Đế quốc Mỹ.
Trong suốt thời kỳ này, nhân dân Mỹ tiếp tục chỉ trích mạnh mẽ các cường quốc châu Ấu vì chủ nghĩa đế quốc. Chiến tranh Boer lần thứ hai không được người dân Mỹ ủng hộ và làm cho mối quan hệ Anh-Mỹ thêm chua chát. Giới báo chí chống chủ nghĩa đế quốc thường so sánh sự tương đồng giữa nước Mỹ tại Philippines và Anh tại Chiến tranh Boer lần thứ hai.

#### Cuba
Theo Hiệp định Paris 1898, Tây Ban Nha từ bỏ tất cả tuyên bố chủ quyền đối với Cuba và hòn đảo này bị Hoa Kỳ chiếm đóng. Theo Tu chính Teller, Quốc hội Hoa Kỳ quyết định chống lại việc sáp nhập Cuba vào Hoa Kỳ. Cuba giành được độc lập chính thức vào ngày 20 tháng 5 năm 1902. Tuy nhiên, dưới Hiến pháp mới của Cuba, Hoa Kỳ vẫn giữ quyền can thiệp vào chuyện nội bộ của Cuba, có quyền giám sát Cuba về đối ngoại và tài chính theo Tu chính Platt. Tuy nhiên, sự việc này sau đó bị bãi bỏ như một phần của chính sách láng giềng tốt của tổng thống Franklin Roosevelt. Dưới Tu chính Platt (1901), Cuba cũng đồng ý cho Hoa Kỳ thuê mướn một căn cứ hải quân tại vịnh Guantánamo.
Căn cứ này chiếm một khu vực mà Hoa Kỳ thuê mướn từ Cuba vào năm 1903. Hai chính phủ cũng đồng ý sau đó rằng "Miễn sao Hoa Kỳ không tự bỏ căn cứ hải quân Guantanamo vừa kể hoặc hai chính phủ không đồng ý sửa đổi về ranh giới hiện tại thì căn cứ này sẽ tiếp tục nằm tại khu vực hiện tại với các ranh giới như lúc ký hiệp ước hiện tại."

#### Puerto Rico
Ngày 25 tháng 7 năm 1898 trong cuộc Chiến tranh Tây Ban Nha-Mỹ, Puerto Rico bị Hoa Kỳ xâm chiếm bằng một cuộc đổ bộ tại Guánica. Kết thúc cuộc chiến, Đạo luật Jones-Shafroth ra đời và cho phép tất cả các cư dân của Puerto Rico trở thành công dân Mỹ vào năm 1917. Hoa Kỳ cho phép người Puerto Rico bầu thống đốc của mình một cách dân chủ vào năm 1948. Năm 1950, chính phủ của tổng thống Harry Truman cho phép Puerto Rico trưng cầu dân ý một cách dân chủ để định đoạt liệu xem người Puerto Rico có muốn thảo ra bản hiến pháp địa phương của mình nhưng không ảnh hưởng gì đến tư cách là lãnh thổ chưa hợp nhất của Hoa Kỳ. Một bản hiến pháp địa phương được thông qua tại đại hội hiến pháp vào ngày 6 tháng 2 năm 1952. Quốc hội Hoa Kỳ thông qua bản hiến pháp này và được tổng thống Truman chấp thuận vào ngày 3 tháng 7 năm đó. Thống đốc Muñoz Marín tuyên bố bản hiến pháp này vào ngày 25 tháng 7 năm 1952. Đây cũng là ngày kỷ niệm binh sĩ Hoa Kỳ đến hòn đảo này vào năm 1898. Puerto Rico sử dụng ngôn từ Estado Libre Asociado (có nghĩa là "Quốc gia liên kết tự do"), chính thức được dịch sang tiếng Anh là Thịnh vượng chung.

#### Guam
Tại Guam, ban đầu các nhóm người ngoại quốc định cư ở đây là những nhóm nhỏ. Sau Chiến tranh thế giới thứ hai, vì thấy rõ được giá trị chiến lược của hòn đảo này nên công cuộc xây dựng căn cứ quân sự khổng lồ được bắt đầu tiến hành cùng với một dòng người đông đúc đổ xô đến đây từ khắp nơi trên thế giới. Guam ngày nay có một dân số rất đa dạng gồm 164.000 người. Người bản địa Chamorros chiếm 37% dân số. Phần còn lại gồm có đa số là người da trắng và người Philippine, một số ít hơn các nhóm người Trung Hoa, Nhật Bản, Triều Tiên, người Micronesia, Việt Nam và Ấn Độ. Guam ngày nay gần như đã bị Mỹ hóa hoàn toàn. Tình hình cũng tương tự như tại Hawaii nhưng các cố gắng nhằm thay đổi tình trạng chính trị của hòn đảo vẫn chưa thành công. Hiện nay đảo này vẫn là một lãnh thổ chưa hợp nhất của Hoa Kỳ.

#### Philippines
Cách mạng Philippine chống Tây Ban Nha khởi sự vào tháng 4 năm 1896. Chiến tranh Tây Ban Nha-Mỹ lan đến Philippines vào ngày 1 tháng 5 năm 1898 khi Hải đoàn Á châu của Hải quân Hoa Kỳ do đề đốc hải quân George Dewey chỉ huy đánh bại Hải đoàn Thái Bình Dương của Tây Ban Nha dưới quyền của đô đốc Patricio Montojo y Pasarón trong Trận Vịnh Manila. Ngày 12 tháng 6, lực lượng cách mạng Philippine tuyên bố nền độc lập và thiết lập Đệ nhất Cộng hòa Philippine. Ngày 10 tháng 12 năm 1898, Hiệp định Paris 1898 kết thúc chiến tranh Tây Ban Nha-Mỹ được ký kết. Hiệp định này chuyển quyền kiểm soát Philippines từ Tây Ban Nha sang cho Hoa Kỳ. Hiệp ước này không được lực lượng cách mạng Philippine công nhận và vì thế họ tuyên chiến chống Hoa Kỳ vào ngày 2 tháng 6 năm 1899. Chiến tranh Philippine-Mỹ xảy ra sau đó. Năm 1901, Emilio Aguinaldo, tổng thống Cộng hòa Malolos, bị bắt và tuyên thệ trung thành với chính phủ Mỹ. Hoa Kỳ đơn phương tuyên bố kết thúc cuộc xung đột vào năm 1902. Tuy nhiên chiến sự vẫn tiếp tục vài nơi cho đến năm 1913.
Đạo luật Tổ chức Philippine năm 1902 cho phép thành lập một quốc hội lưỡng viện. Thượng viện gồm có một "hội đồng ủy viên Philippine", đây là một cơ quan được bổ nhiệm gồm có cả người Mỹ và người Philippine. Hạ viện do dân trực tiếp bầu lên. Philippines trở thành một thuộc địa của Hoa Kỳ theo kiểu "tân chủ nghĩa đế quốc" của châu Âu. Tiếng Anh theo chân tiếng Tây Ban Nha trở thành ngôn ngữ chính thức. Giáo dục bằng tiếng Anh là bắt buộc. Năm 1916, Hoa Kỳ thông qua Đạo luật Tự trị Philippine và tự cam kết cho phép Philippines độc lập "...càng sớm càng tốt khi một chính phủ ổn định có thể được thiết lập tại nơi đó." Để từng bước tiến đến độc lập hoàn toàn vào năm 1946, Philippines được phép tự trị một phần với tư cách là một thịnh vượng chung vào năm 1935.
Việc chuẩn bị cho một quốc gia có chủ quyền hoàn toàn bị gián đoạn khi Nhật Bản chiếm đóng Philippines trong thời Chiến tranh thế giới thứ hai. Hoa Kỳ tổn thất tổng cộng 62.514 binh sĩ trong đó có 13.973 binh sĩ tử trận trong công cuộc giải phóng Philippines khỏi tay Đế quốc Nhật Bản với chiến dịch Philippines từ 1944-1945. Hoa Kỳ công nhận nền độc lập hoàn toàn của Philippine vào năm 1946.

### Đảo Wake
Đảo Wake bị thôn tính khi còn là một lãnh thổ vắng người vào năm 1899 (tuyên bố chủ quyền của Hoa Kỳ hiện nay bị Quần đảo Marshall tranh chấp).

### Samoa thuộc Mỹ
Đức, Hoa Kỳ, và Anh thuộc địa hóa Quần đảo Samoa. Các quốc gia này xung đột với nhau trong cuộc nội chiến Samoa lần thứ hai. Sau khi giải quyết các vấn đề với nhau thì Samoa thuộc Mỹ được thành lập theo như tinh thần của Hiệp định Berlin, 1899. Hoa Kỳ kiểm soát vùng được chia cho họ vào ngày 7 tháng 6 năm 1900. Đảo Tutuila và Đảo Aunuu được các tù trưởng của chúng nhượng lại vào năm 1900, sau đó bị sáp nhập vào Samoa thuộc Mỹ. Manua bị thôn tính năm 1904, sau đó bị sáp nhập vào Samoa thuộc Mỹ. Đảo Swains bị thôn tính năm 1925 (bị chiếm đóng từ 1856), sau đó bị sáp nhập vào Samoa thuộc Mỹ. (hiện nay bị Tokelau, một lãnh thổ thuộc địa của Tân Tây Lan, tranh chấp.) Samoa thuộc Mỹ từng nằm dưới quyền kiểm soát của Hải quân Hoa Kỳ từ 1900 đến 1951. Samoa thuộc Mỹ trở thành một lãnh thổ chính thức vào năm 1929. Từ 1951 đến 1977, các thống đốc lãnh thổ do Bộ trưởng Nội vụ Hoa Kỳ bổ nhiệm. Người bản địa Samoa chiếm 89% dân số tuy nhiên quần đảo này không muốn tách khỏi Hoa Kỳ bằng bất cứ hình thức nào.

### Vùng Kênh đào Panama
Vùng Kênh đào Panama từng là một lãnh thổ chưa tổ chức của Hoa Kỳ nằm bên trong Cộng hòa Panama. Nó được thiết lập theo Hiệp định Hay–Bunau-Varilla năm 1903 và giải thể năm 1979 theo Hiệp định Torrijos–Carter. Panama giành được quyền kiểm soát hoàn toàn Kênh đào Panama vào năm 1999.

### Quần đảo Virgin
Năm 1917, Hoa Kỳ mua cựu thuộc địa của Đan Mạch gồm các đảo St. Croix, St. John và St. Thomas mà hiên nay là Quần đảo Virgin thuộc Mỹ. Hoa Kỳ - trước đó đã từng có ý mua thuộc địa này vào năm 1902 - đã mua các hòn đảo này vì họ sợ rằng các hòn đảo này có thể bị chiếm giữ để làm căn cứ tàu ngầm trong Chiến tranh thế giới thứ nhất. Sau vài tháng thương thảo bí mật, Hoa Kỳ và Đan Mạch đồng ý giá cả là $25 đô la Mỹ. Một cuộc trưng cầu dân ý không ràng buộc, được tổ chức vào cuối năm 1916, đã xác nhận quyết định bán các đảo này với tỉ lệ đồng ý cao. Hoa Kỳ tiếp quản các đảo này vào ngày 31 tháng 3 năm 1917, một vài ngày trước khi can dự vào cuộc chiến tranh thế giới. Thương vụ này được thông qua và hoàn tất vào ngày 17 tháng 1 năm 1917. Lãnh thổ này được đổi tên thành Quần đảo Virgin thuộc Mỹ. Cư dân của quần đảo này được trao quyền công dân Hoa Kỳ vào năm 1927.

### Lãnh thổ Ủy thác Quần đảo Thái Bình Dương
Lãnh thổ Ủy thác Quần đảo Thái Bình Dương (TTPI) là một lãnh thổ ủy thác của Liên Hợp Quốc tại Micronesia (tây Thái Bình Dương) do Hoa Kỳ quản trị từ ngày 18 tháng 7 năm 1947. Lãnh thổ này từng là cựu lãnh thổ ủy thác Hội Quốc Liên do Nhật Bản quản trị nhưng bị Hoa Kỳ chiếm giữ vào năm 1944. Nhiều nhóm đảo khác nhau trong lãnh thổ ủy thác này sau đó bị phân chia. Quần đảo Marshall, và Liên bang Micronesia giành độc lập vào ngày 21 tháng 10 năm 1986. Palau làm vậy vào năm 1994. Tất cả ba quốc gia nhỏ này ký kết Hiệp ước Liên kết Tự do với Hoa Kỳ.

### Biên giới Mexico
- Hiệp định Biên giới năm 1970 chuyển giao 823 mẫu Anh (3,33 km2) lãnh thổ Mexico cho Hoa Kỳ trong khu vực gầnr Presidio và Hidalgo, Texas để xây dựng các kênh kiểm soát lũ. Để đổi lại, Hoa Kỳ nhượng lại 2.177 mẫu Anh (8,81 km2) cho Mexico, bao gồm năm mảnh đất gần Presidio, Horcon Tract gồm có thị trấn nhỏ Rio Rico, Texas, và Đảo Beaver gần Roma, Texas. Việc chuyển giao cuối cùng trong số này được tiến hành vào năm 1977.
- Ngày 24 tháng 11 năm 2009, Hoa Kỳ nhượng 6 đảo trong Rio Grande cho Mexico, tổng cộng 107,81 mẫu Anh (0,43629 km2). Cùng thời điểm này, Mexico nhượng 3 đảo và 2 dãi đất cho Hoa Kỳ, tổng cộng 63,53 mẫu Anh (0,25710 km2). Việc chuyển giao này bị đình trệ khoảng 20 năm.
- Hiệp định Chamizal năm 1963 đã giúp chấm dứt tranh chấp kéo dài một trăm năm giữa hai quốc gia về vùng đất nằm gần El Paso, Texas. Hiệp định này chuyển giao 630 mẫu Anh (2,55 km2) từ Hoa Kỳ sang cho Mexico năm 1967. Để đổi lại, Mexico chuyển giao 264 mẫu Anh (1,068 km2) cho Hoa Kỳ.
- Hiệp định Chỉnh lưu Rio Grande năm 1933 nhằm mục đích chỉnh lưu thẳng và cân bằng 155 dặm (249 km) ranh giới con sông này giữa hai quốc gia đi qua vùng Thung lũng El Paso-Juárez đang phát triển mạnh. Nhiều lô đất (tổng cộng khoảng 174) được hai bên chuyển đổi cho nhau trong suốt thời kỳ xây dựng từ 1935 – 1938. Đến khi kết thúc, mỗi quốc gia đã chuyển nhượng cho nhau một khu vực đất bằng nhau, khoảng 2.560,5 mẫu Anh (10,3620 km2) mỗi bên.
- Công ước Banco năm 1905 đưa đến kết quả là chuyển đổi nhiều dãi đất cong dọc theo bờ sông giữa hai quốc gia, đa số nằm trong khu vực Thung lũng Hạ Rio Grande. Theo công ước này, các phần đất trao đổi này có liên hệ đến tiểu bang Texas từ năm 1910 – 1976:[19]

| Năm  | # Khúc sông cong | Mẫu Anh chuyển cho Hoa Kỳ | Mẫu Anh chuyển cho Mexico |         | Year | # Khúc sông cong           | Mẫu Anh chuyển cho Hoa Kỳ  | Mẫu Anh chuyển cho Mexico |
| ---- | ---------------- | ------------------------- | ------------------------- | ------- | ---- | -------------------------- | -------------------------- | ------------------------- |
| 1910 | 57               | 5357,1                    | 3101,2                    |         | 1942 | 1                          | 63,3                       | 0                         |
| 1912 | 31               | 1094,4                    | 2342,8                    | 1943    | 4    | 482,9                      | 100,5                      |                           |
| 1928 | 42               | 3089,9                    | 1407,8                    | 1944    | 14   | 253,7                      | 166,2                      |                           |
| 1930 | 31               | 4685,7                    | 984,3                     | 1945    | 16   | 240,9                      | 333,5                      |                           |
| 1931 | 4                | 158,4                     | 328,7                     | 1946    | 1    | 185,8                      | 0                          |                           |
| 1932 | 2                | 159,7                     | 0                         | 1949    | 2    | 190,2                      | 182,0                      |                           |
| 1933 | 1                | 0                         | 122,1                     | 1956    | 1    | 508,3                      | 0                          |                           |
| 1934 | 1                | 278.1                     | 0                         | 1968    | 1    | 0                          | 154,6                      |                           |
| 1939 | 1                | 240,2                     | 0                         | 1970    | 21   | 449,8                      | 1881,8                     |                           |
| 1940 | 2                | 0                         | 209,5                     | 1976    | 6    | 49,2                       | 0                          |                           |
| 1941 | 6                | 224,5                     | 246,9                     | Tổng số | 245  | 17.712 mẫu Anh (71,68 km2) | 11.662 mẫu Anh (47,19 km2) |                           |
- Năm 1927 theo cùng Công ước 1905, Hoa Kỳ thu được hai khúc bờ cong của sông Colorado từ Mexico tại biên giới với Arizona. Farmers Banco, rộng khoảng 583,4 mẫu Anh (2,361 km2), một phần của Khu dành riêng cho người bản địa Cocopah ở 32°37′27″B 114°46′45″T / 32,62417°B 114,77917°T, bị chuyển nhượng cho Hoa Kỳ, gây nghi ngờ và tranh cãi.[20] Fain Banco, rộng 259 mẫu Anh (1,05 km2) tại 32°31′32″B 114°47′28″T / 32,52556°B 114,79111°T cũng trở thành đất Hoa Kỳ.
- Được đề nghị: Dựa theo các cuộc thị sát trên không năm 2008, có 138 trường hợp mà dòng chảy bình thường rộng nhất của Rio Grande đã dịch chuyển khỏi vị trí được thấy trong các cuộc thị sát trước đây. Vì thế, đường biên giới quốc tế phải được điều chỉnh theo Điều khoản III của Hiệp định Biên giới năm 1970. Kết quả là có 138 trường hợp được đề nghị chuyển đổi lãnh thổ đang chờ đánh giá và chấp thuận của Ủy ban Phân định Biên giới và Mặt nước và hai chính phủ. Theo giải pháp này thì Hoa Kỳ phải nhượng lại 7 đảo và 60 khúc uốn cong trong Rio Grande cho Mexico, tổng cộng lên đến 1.251,2 mẫu Anh (5,06 km2) trong khi đó Mexico phải nhượng lại 3 đảo và 68 khúc uốn cong cho Hoa Kỳ, tổng cộng lên đến 1.275,9 mẫu Anh (5,16 km2).

### Canada
Năm 1925, để chỉnh sửa hậu quả không lường từ một hiệp định trước đây, Hoa Kỳ nhượng lại cho Canada hai khu vực cô lập có diện tích tổng cộng là 2,5 mẫu Anh lãnh thổ mặt nước nằm trong Hồ Woods.

### Quần đảo Bắc Mariana
Quần đảo Bắc Mariana từng là một phần cựu Lãnh thổ Ủy thác Quần đảo Thái Bình Dương nhưng quyết định không giành độc lập vào thập niên 1970. Thịnh vượng chung Quần đảo Bắc Mariana hợp nhất chính trị với Hoa Kỳ được thành lập năm 1978.